# Yoldia woodwardi
Yoldia woodwardi is een tweekleppigensoort uit de familie van de Yoldiidae. De wetenschappelijke naam van de soort is voor het eerst geldig gepubliceerd in 1860 door Hanley.